# Joseph Mössmer

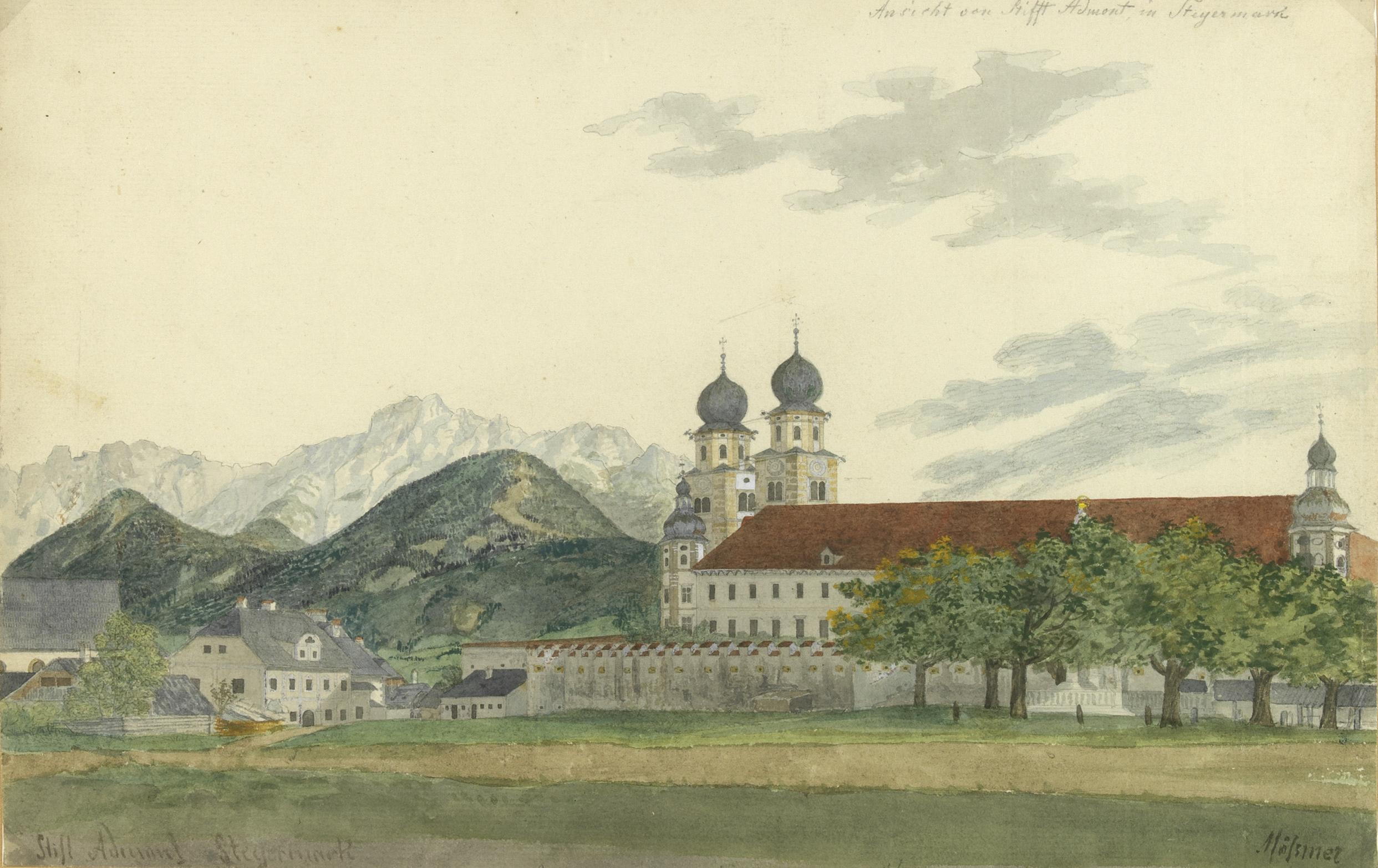
Josef Mössmer, Abbazia di Admont

Joseph Mössmer (Vienna, 20 marzo 1780 – Vienna, 22 giugno 1845) è stato un pittore austriaco.

## Biografia
Nacque a Vienna, dal 1796 studiò con Friedrich August Brand. Terminato l'insegnamento presso l'Accademia, si dedicò alla pittura paesaggistica per decenni, incoraggiando la pittura all'aperto, e esercitò una notevole influenza senza guadagnare molta reputazione per le sue capacità.
All'Accademia i suoi studenti più famosi furono August Heinrich, Anton Altmann e Friedrich Loos.